# Дуинские элегии
«Дуинские элегии» (англ. Duineser Elegien) — сборник стихов Райнера Марии Рильке, опубликованный в 1923 году.

## Содержание
В состав книги вошли элегии, создававшиеся начиная с 1912 года. Они связаны с замком Дуино под Триестом, где Рильке гостил у княгини Марии фон Турн-унд-Таксис Гогенлоэ.

## Восприятие
По словам русского литературоведа А. Белобратова, «Дуинские элегии» стали «своего рода энциклопедией экзистенциального трагизма человеческого бытия, написанной обращённым к иной выразительности, „тёмным“ поэтич. языком». Этот сборник считают одной из двух наиболее значительных книг Рильке (наряду с «Сонетами к Орфею».